# KkStB 25
KkStB 25 швидкісний паротяг, що використовувались на державній Галицькій Трансверсальній залізниці (нім. Galizische Transversalbahn) Австро-Угорської імперії (GalTrB ).

## Історія
Віденська Lokomotivfabrik der StEG випустила двома партіями паротяги StEG 1793/84-StEG 1802/84, StEG 1826/84-26/84, які на Галицькій Трансверсальній залізниці отримали позначення GalTB  1101–10, 1145 і 1146. Згодом паротяги перейшли до Ц.к. австрійської державної залізниці (kkStB), де 1885 отримали позначення kkStB 2501–2512 (з 1905 25.01-25.12)і утримувались у депо Львова. Після завершення війни більшість паротягів потрапила до Польських державних залізниць (PKP) (.03, .08, .09, .12 в УРСР), де їх до 1927 списали не присвоюючи нового позначення.

### Технічні дані паротяга KkStB 25
|                              |                         |
| Розміри                      | Параметри               |
| Роки випуску                 | 1884                    |
| Країна-виробник              | Австро-Угорська імперія |
| Завод-виробник               | StEG. Відень            |
| Ширина колії                 | 1435 mm                 |
| Тип                          | 1B n2                   |
| Кількість циліндрів          | 2                       |
| Діаметр циліндрів            | 400 мм                  |
| Хід поршня                   | 632 мм                  |
| Діаметр рушійних коліс       | 1.495 мм                |
| Діаметр підтримуючих коліс   | 1.180 мм                |
| Загальна база рушійних коліс | 3.160 мм                |
| Загальна колісна база        | 3.160 мм                |
| Загальна колісна база÷Тендер | 10.382 мм               |
| Тиск пари                    | 10 атм.                 |
| Випаровуюча поверхня котла   | 119,00 м²               |
| Площа труб нагріву           | 7,30 м²                 |
| Площа колосникових ґрат      | 1,73 м²                 |
| Тендер                       | 12, 16                  |
| Маса паротяга порожнього     | 31,3 т                  |
| Маса паротяга робоча         | 36,1 т                  |
| Швидкість                    | 60 км/год               |
| Зчіпна маса локомотива       | 25,0 т                  |